# Феровольфрам
Феровольфрам — феросплав, що містить 68—72 % або 78—86 % вольфраму, до 7 % молібдену (решта залізо і домішки). Виплавляють у руднотермічних печах комбінованим силікотермічним і вуглевідновним процесом з вольфрамітового і шеєлітового концентратів. Готовий феровольфрам вичерпують сталевими ложками спеціальною машиною. багатший феровольфрам плавлять «на блок», який після охолодження розбивають.
Феровольфрам застосовується головним чином при виробництві інструментальних сталей (наприклад, швидкорізальних) і жароміцних сплавів.